# 謝朗軒
謝朗軒（Tse Long Hin，1995年2月6日—），生於香港，香港前職業足球員，司職右後衛。

## 早年生活
謝朗軒生於香港，於6歲時因母親送他一個足球，而開始愛上足球，於2008年獲黃梓浩邀請投考南華青年軍，開始接觸到正規訓練，其後他於2009年與黃梓浩轉會東方青年軍，並在15歲時隨東方征戰丙組聯賽。

## 球會生涯
在2014/15球季，謝朗軒外借到港超聯球會黃大仙，其後在2015年7月外借到港超聯球會夢想駿其，並在9月13日對前球會黃大仙的首場聯賽，即在開賽7分鐘取得職業生涯首個入球，結果協助駿其以2–0勝出，直到球季完結後，他再借到港超聯球會理文流浪，並在2016年8月27日對香港飛馬的首場聯賽，繼2015/16球季在駿其後再在開季首場聯賽錄得入球進帳，結果流浪以1–1賽和對手，球季完結後，他借到港超聯球會理文，並在2018年4月8日對傑志的菁英盃分組賽，取得加盟後的首個入球，可是最終理文以3–4僅敗。球季完結後，謝朗軒回歸東方龍獅。
2020/21球季，謝朗軒轉投天水圍飛馬。
2021/22球季，謝朗軒一度隨南華征戰甲組賽事，10月尾時轉投港超聯球會標準流浪。
2022/23球季，謝朗軒轉投港超聯球會冠忠南區。
2023/24球季，謝朗軒加盟凱景。

## 國際賽生涯
2016年7月15日，謝朗軒入選香港U21的名單岀戰在新加坡舉行的四國賽，最終大敗而回，他於2017年7月入選香港U22代表隊參與在朝鮮舉行的的亞洲23歲以下錦標賽外圍賽，但最後香港以1勝2和不敗的成績，未能成為五隊最佳次名之一晉身決賽周，到2017年12月，謝朗繼續獲香港隊徵召出戰第40屆省港盃，並在首回合因大腿有傷患而後備入替，而他再在作客的次回合後備入替，雖然香港於法定時間和加時後仍以0–2不敵廣東，但兩回合合計以2–2賽和，結果謝朗軒射進最後一輪12碼，協助香港在互射12碼以4–2擊敗廣東，重奪失落五屆的省港盃冠軍。

## 榮譽
東方
- 香港丙組聯賽冠軍（2010–11、2011–12季度）
- 香港乙組聯賽冠軍（2012–13季度）

香港理工大學
- 香港大專盃足球冠軍（2013、2014年）

香港代表隊
- 省港盃冠軍（2018年）
- 港澳埠際賽冠軍（2015、2017年）

## 外部連結
- 香港足球總會網頁球員註冊資料（页面存档备份，存于）